# Расмус Стьєрне
Ра́смус Стьє́рне Га́нсен (дан. Rasmus Stjerne Hansen, нар. 26 травня 1988, Відовре, Данія) — данський керлінгіст, учасник зимових Олімпійських ігор (2014). Дворазовий призер чемпіонатів Європи з керлінгу. Ведуча рука — права.

## Життєпис
Расмус Стьєрне народився у данському місті Відовре. Займатися керлінгом почав у 1997 році з подачі батька. Шість разів брав участь у молодіжних чемпіонатах світу з керлінгу (2004, 2005, 2006, 2007, 2008, 2009), здобувши «золото» у першості 2009 року.
У 2010 році Стьєрне дебютував на дорослому рівні й одразу ж здобув «срібло» чемпіонату Європи, а рік потому додав до свого медального активу «бронзу» континентельної першості. Окрім цього, у міжолімпійський період данський керлінгіст брав участь у двох континентальних першостях (2012, 2013) та двох чемпіонатах світу (2012, 2013).
У лютому 2014 року Расмус у складі збірної Данії у ролі скіпа взяв участь в зимових Олімпійських іграх у Сочі, що стали для нього другими в кар'єрі. З 9 проведених на Іграх матчів данцям вдалося перемогти лише у чотирьох, внаслідок чого вони посіли шосте підсумкове місце і до раунду плей-оф не потрапили.
Расмус Стьєрне закінчив Копенгагенську бізнес-школу за спеціальністю «Адміністрування бізнесу». Окрім керлінгу захоплюється гольфом та розробками в галузі інформаційних технологій.

## Виступи на Олімпійських іграх
| Змагання                     | Місто | Місце | % кидків |
| ---------------------------- | ----- | ----- | -------- |
| Зимові Олімпійські ігри 2014 | Сочі  | 6     | 81%      |